# Glamdring

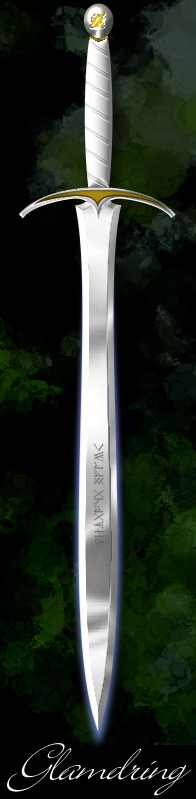

Glamdring es una espada ficticia que aparece en las obras del escritor J. R. R. Tolkien, principalmente en El hobbit y El Señor de los Anillos.

## Etimología
El nombre "Glamdring" es una palabra compuesta en sindarin, que Elrond tradujo como "Martillo de enemigos", aunque el término glam es más específico y hace alusión a glamhoth, "la horda estridente", es decir, los orcos.

## Historia
Fue forjada por los elfos del rey Turgon de Gondolin, uno de los Altos Reyes de los Noldor. Era la espada gemela de Orcrist, el arma de Ecthelion de la Fuente, Capitán de la ciudad. La espada desapareció tras la caída de Gondolin, a finales de la Primera Edad del Sol de Arda, siendo descubierta en la Tercera Edad por Gandalf, Bilbo Bolsón y la compañía de los enanos (como se cuenta en El hobbit) en una cueva de trolls, como parte de un tesoro cuyo origen pudo estar en el saqueo de Gondolin. Junto a ella apareció una espada corta (relativo a tamaño hobbit; los elfos la considerarían una daga) también élfica, que Gandalf otorgó a Bilbo, quien, en el transcurso de la aventura la nombró como Aguijón o Dardo. Glamdring tenía la facultad de brillar en la proximidad de orcos, como todas las espadas de factura élfica. Gandalf la esgrimió durante toda la Guerra del Anillo. Al terminar esta optó por dejarla al cuidado de Aragorn, el rey Elessar, como parte de su herencia, antes de partir hacia las Tierras Imperecederas de Valinor.

## Glamdring en la versión cinematográfica
En la trilogía cinematográfica de El Señor de los Anillos del director neozelandés Peter Jackson, Glamdring es una bella espada de doble filo y puño, si bien Gandalf (interpretado por Ian McKellen) es capaz de esgrimirla a una sola mano. En la película Las dos torres, cuando Gandalf cuenta cómo venció al Balrog, podemos ver una escena de la lucha, donde el mago alza la mano y un rayo la golpea, mientras la hoja de la espada destella, ataca el pecho de la bestia, dándole fin. Posee una inscripción rúnica en la guarda en idioma sindarin (Glamdring - Turgon Aran Gondolin, Tortha gar a matha Glamdring, Vegil Glamdring gud daelo. Dam an Glamhoth), cuya traducción sería: «Glamdring - Turgon rey de Gondolin lleva, tiene y empuña la espada Glamdring, enemiga del reino de Morgoth, martillo de orcos».